# Poliurea

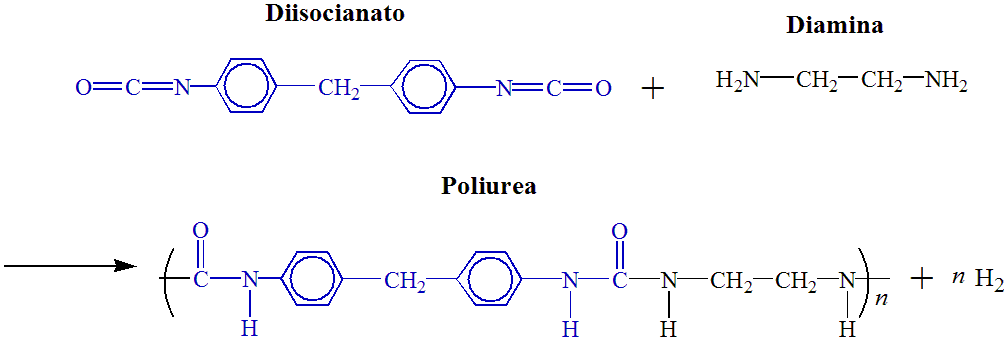
Generica reazione di formazione di una poliurea.

La poliurea è un elastomero di rivestimento ottenuto per poliaddizione di un diisocianato alifatico o aromatico con una diammina. Strutturalmente è caratterizzata dalla ripetizione di unità -RNH(CO)NHR'-, in pratica una molecola di urea bisostituita. La reazione di polimerizzazione è simile a quella che porta alla formazione dei poliuretani. In realtà l'ammina è soltanto uno dei curativi che possono essere utilizzati nei polioli affinché si effettui la reazione con gli isocianati. La poliurea è quindi sostanzialmente un poliuretano terminato con ammine.
La reazione effettuata con le ammine conferisce al sistema alcuni vantaggi derivanti soprattutto dalla velocità della reazione che si produce. Ciò è importante soprattutto per quanto riguarda le applicazioni a spruzzo in presenza di temperature molto basse ed umidità. Per questo motivo il sistema ha avuto molto successo in Nord America e Nord Europa. In realtà la poliurea non deve essere ritenuta la panacea di tutti i problemi: nel campo dei poliuretani, si deve fare molta attenzione nello scegliere il giusto prodotto dove la qualità non è determinata dalla presenza delle ammine o di altro curativo ma dal tipo e natura dell'isocianato e dalla qualità delle resine ed additivi che compongono i polioli. È facile quindi cadere nell'errore di coniugare automaticamente la poliurea al concetto di qualità. Molto spesso non è così, in molte applicazioni i risultati migliori si ottengono con formulazioni prive di ammine e che utilizzano altri curativi.
Viene utilizzata, spesso addizionata di pigmenti o sostanze che apportano gruppi ossidrilici, come impermeabilizzante e per conferire buona resistenza agli agenti chimici ed  alla corrosione.